# 兵庫地理学協会
兵庫地理学協会（ひょうごちりがくきょうかい、英: The Hyogo Geographical Society）は、兵庫県を中心とした地理学および地理教育に関する協会である。

## 歴史
- 1947年 設立。
- 1948年 『兵庫地理』が創刊される[1]。
- 2003年 兵庫県高等学校の歴史部会・社会部会・地理部会が統合して新しい研究会が結成された。しかし、高等学校の地理を専門とする教員の多くは個人会員として兵庫地理学協会にも参加している[2]。

## 運営
- 事務局は神戸大学大学院人文学研究科地理学教室内に設置されている。
- 下記の役員が置かれている[3]。会長、副会長、会計監査委員、評議員、常任委員、編集委員、集会委員、巡検委員、会計委員、庶務委員

## 活動内容

### 会誌発行
- 年1回、会誌「兵庫地理」を発行している。
  - バックナンバーの多くが、神戸大学学術成果リポジトリで公開されている[4]。

### 大会・例会等の開催
- 毎年、春季例会・総会（4月・5月頃）、夏季研究大会（8月頃）、特別例会（12月頃）などを開催している。

### その他
- 巡検（エクスカーション）や「兵庫地理・地理ウォーク」を開催することがある。